# 道の駅くみはまSANKAIKAN
道の駅くみはまSANKAIKAN（みちのえき くみはま サンカイカン）は、京都府京丹後市久美浜町にある国道178号の道の駅である。

## 施設
- 駐車場
  - 普通車：50台[3]
  - 大型車：4台[3]
  - 身障者用：4台[3]
- トイレ
  - 男性：大・小7器
  - 女性：9器
  - 身障者用：1器
- 特産品直売所（8:00 - 17:00）[3]
- 農産物直売所「菜〇野果市」（さわやかいち、8:00 - 17:00）[3]
- れすとらんめしーる（8:00 - 17:00）[3]

### 管理団体
- 設置者：京丹後市
- 指定管理者：株式会社くみはま縣（くみはまけん）[1][2]

## アクセス
- 国道178号 - 登録路線

自動車
- E9 山陰近畿自動車道 京丹後大宮ICより約35分。

公共交通機関（鉄道）
- WILLER TRAINS（京都丹後鉄道）宮津線（宮豊線） 小天橋駅より徒歩約10分。

## 周辺
- 久美浜湾
- 豪商 稲葉本家
- 夕日が浦